# Juan De Marchi
Juan De Marchi, nato Giovanni De Marchi (Torino, 10 giugno 1866 – 6 aprile 1943), è stato un anarchico italiano.
Emigrato da Torino in Cile, svolgeva il mestiere di calzolaio a Valparaíso e fu legato da una profonda amicizia con Salvador Allende, sulla cui formazione politica ebbe una importante influenza.

## Biografia
Dell'amicizia con Allende è lo stesso uomo politico a fornire testimonianza: 
Ancora Allende dichiarò al giornalista Régis Debray che De Marchi ebbe una forte influenza sulla sua formazione di adolescente.
De Marchi emigrò in Argentina a ventisei anni, nel 1893. Fin dall'inizio aderì attivamente al movimento anarchico che faceva riferimento al gruppo di Umanità Nova guidato da Pietro Gori ed Errico Malatesta, molto attivi in America Latina. Trasferitosi in Cile, si impegnò sempre nella difesa dei lavoratori e delle persone più umili.
De Marchi è citato nel film-documento di Patricio Guzmán intitolato Salvador Allende.